# Circuit NRING
Le Circuit NRING (en russe : Нижегородское кольцо) est un circuit automobile situé à Bogorodsk en Russie et ouvert en 2010.

## Historique
La construction a débuté le 15 décembre 2008. Depuis son ouverture en 2010, le circuit accueille le Russian Circuit Racing Series (en). Il reçoit également le championnat de Russie de Superbike.

## Structure et équipements

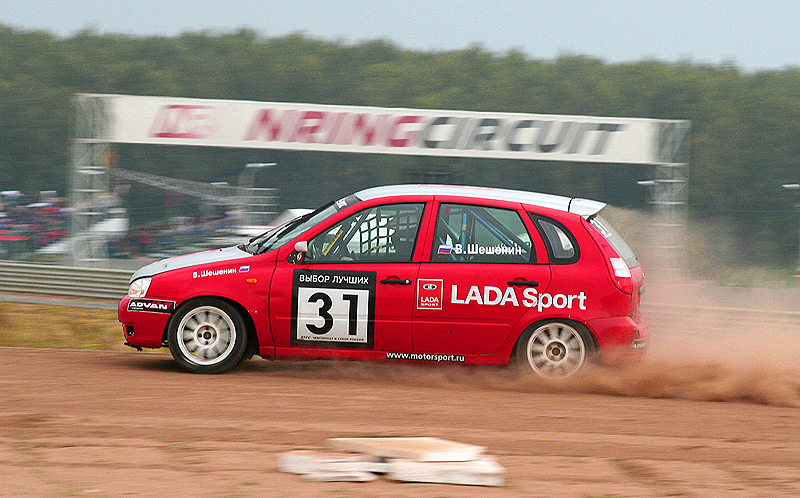
Un aperçu du complexe en 2010.

Le circuit présente trois possibilités de tracés oscillant entre 2,009 km et 3,222 km de développement. Le complexe comporte également un ovale, une piste de dragster, une piste de rallycross, une piste de karting et un circuit d'essai. 